# Gravity of Light
Gravity of Light es el octavo álbum de estudio de la banda finlandesa de heavy metal Tarot. Fue lanzado en Finlandia el 10 de marzo de 2010. Con este álbum la banda actualmente está realizando su tour "Gravity Of Light" en gran parte del mundo, la cual involucra países del continente americano como Estados Unidos, México, Brasil y Argentina.

## Lista de canciones[1]
1. "Satan is Dead" - 04:12
2. "Hell Knows" - 06:05
3. "Rise! " - 4:30
4. "Pilot of all dreams" - 3:42
5. "Magic and Technology" - 05:48
6. "Calling Down the Rain " - 4:11
7. "Caught in the deadlights " - 04:41
8. "I Walk Forever " - 4:49
9. "Sleep in the Dark " - 4:41
10. "Gone " - 7:03
11. End of everything (Bonus track) -

### Singles
- " I Walk Forever

## Tabla de posiciones[2]
| Posición | 2 | 3 | 7 | 12 | 14 | 17 | 27 | 37 |  |  |  |  |  |  |  |  |  |  |  |  |

## Créditos
- Marco Hietala – Vocalista, bajo, guitarra acústica
- Zachary Hietala – Guitarras
- Janne Tolsa – Teclado
- Pecu Cinnari – Batería
- Tommi Salmela – Vocalista, teclados de respaldo